# 福科納斯 (加利福尼亞州聖地牙哥縣)
福科納斯（英語：Four Corners）是位於美國加利福尼亞州聖地牙哥縣的一個非建制地區。該地的面積和人口皆未知。

## 地理
福科納斯的座標為32°58′25″N 116°43′51″W / 32.97361°N 116.73083°W，而該地的平均海拔高度為587米（即1936英尺）。